# Disturbo oppositivo provocatorio
Il disturbo oppositivo provocatorio è elencato nel DSM-5 tra i Disturbi da comportamento dirompente e della condotta e definito come "un modello di umore arrabbiato/irritabile, comportamento polemico/provocatorio o vendicativo" nei bambini e negli adolescenti, in risposta a contesti ostili vissuti. A differenza dei bambini con disturbo della condotta, i bambini con disturbo oppositivo provocatorio non sono aggressivi nei confronti di persone o animali, non distruggono proprietà e non mostrano un modello di furto o inganno.

## Storia
Il disturbo oppositivo provocatorio è stato definito per la prima volta nel DSM-III (1980). Dall'introduzione del DOP come disturbo indipendente, le prove sul campo per delineare la definizione di questo disturbo hanno incluso prevalentemente soggetti maschi. Alcuni medici hanno discusso se i criteri diagnostici presentati sarebbero clinicamente rilevanti se applicati alle donne. Inoltre, alcuni si sono chiesti se dovessero essere inclusi criteri e soglie specifici per genere. Secondo Dickstein, il DSM-5 tenta di:
"ridefinire il DOP enfatizzando un 'modello persistente di umore arrabbiato e irritabile insieme a un comportamento vendicativo', piuttosto che concentrarsi esclusivamente sul comportamento negativistico, ostile e provocatorio del DSM-IV." Sebbene il DSM-IV implicasse, ma non menzionasse, l'irritabilità, il DSM-5 ora include tre gruppi di sintomi, uno dei quali è 'umore arrabbiato / irritabile', definito come 'perde la pazienza, è permaloso / facilmente infastidito dagli altri ed è arrabbiato / risentita'. Ciò suggerisce che il processo di ricerca clinicamente rilevante che guida la nosologia, e viceversa, ha assicurato che il futuro porterà una maggiore comprensione dell'ODD".

## Epidemiologia
Il disturbo oppositivo provocatorio ha una prevalenza dall'1% all'11%. La prevalenza media è di circa il 3,3%. Il sesso e l'età giocano un ruolo importante nel tasso del disturbo. Infatti, il DOP si sviluppa gradualmente e diventa evidente negli anni prescolari; spesso prima dell'età di otto anni. Tuttavia, è molto improbabile che emerga dopo la prima adolescenza. C'è differenza nella prevalenza tra maschi e femmine. Il rapporto di questa prevalenza è di 1,4 a 1 a favore dei ragazzi che hanno una maggiore prevalenza delle ragazze prima dell'adolescenza. D'altro canto, la prevalenza nelle ragazze tende ad aumentare dopo la pubertà. Quando i ricercatori hanno osservato la prevalenza generale del disturbo oppositivo provocatorio in diverse culture, hanno notato che è rimasto costante. Tuttavia, la differenza di genere nella prevalenza è significativa solo nelle culture occidentali. Ci sono due possibili spiegazioni per questa differenza: o nelle culture non occidentali c'è una diminuzione della prevalenza del disturbo nei ragazzi o un aumento della prevalenza nelle ragazze. Altri fattori possono influenzare la prevalenza del disturbo. Uno di questi fattori è lo stato socioeconomico. I giovani che vivono in famiglie di basso status socioeconomico hanno una maggiore prevalenza. Un altro fattore si basa sui criteri utilizzati per fare diagnosi. Quando il disturbo è stato incluso per la prima volta nel DSM-III, la prevalenza era del 25% superiore rispetto a quando il DSM-IV ha rivisto i criteri di diagnosi. Il DSM-V ha apportato più modifiche ai criteri che raggruppano alcune caratteristiche insieme al fine di dimostrare che il DOP mostra una sintomatologia sia emotiva che comportamentale. Inoltre, sono stati aggiunti criteri per guidare i medici nella diagnosi a causa della difficoltà riscontrata nell'identificare se i comportamenti oi sintomi sono direttamente correlati al disturbo o semplicemente a una fase della vita del bambino. Di conseguenza, studi futuri potrebbero ottenere risultati che indicano una diminuzione della prevalenza tra DSM-IV e DSM-V a causa di questi cambiamenti.

## Sintomatologia
La quarta revisione del Manuale Diagnostico e Statistico (DSM-IV-TR) (ora sostituito dal DSM-5) affermava che il bambino deve mostrare quattro su otto segni e sintomi per soddisfare la soglia diagnostica per il disturbo oppositivo provocatorio. Questi sintomi includono:
1. Spesso perde la pazienza
2. È spesso permaloso o facilmente infastidito
3. È spesso arrabbiato e risentito
4. Discute spesso con figure autorevoli o per bambini e adolescenti, con adulti
5. Spesso sfida attivamente o rifiuta di soddisfare le richieste di figure autoritarie o le regole
6. Spesso infastidisce deliberatamente gli altri
7. Spesso incolpa gli altri per i suoi errori o comportamenti scorretti
8. È stato dispettoso o vendicativo almeno due volte negli ultimi 6 mesi.[12][13]

Questi comportamenti sono principalmente diretti verso una figura autorevole come un insegnante o un genitore. Sebbene questi comportamenti possano essere tipici tra i fratelli, devono essere osservati con individui diversi dai fratelli per una diagnosi di DOP. I bambini con DOP possono essere verbalmente aggressivi. Tuttavia, non mostrano aggressività fisica, un comportamento osservato nel disturbo della condotta. Inoltre, i comportamenti devono essere perpetuati per più di sei mesi e devono essere considerati oltre l'età, il sesso e la cultura di un bambino normale per adattarsi alla diagnosi. Per i bambini sotto i 5 anni, si verificano quasi tutti i giorni per un periodo di 6 mesi. Per i bambini sopra i 5 anni di età si verificano almeno una volta alla settimana per almeno 6 mesi. È possibile osservare questi sintomi in un solo ambiente, più comunemente a casa. In questo caso la gravità sarebbe lieve. Se viene osservato in due contesti, sarebbe caratterizzato come moderato e se i sintomi si osservano in 3 o più contesti, sarebbe considerato grave.
Questi modelli di comportamento provocano difficoltà a scuola e/o in altri contesti sociali.

## Eziologia
Non esiste un elemento specifico che sia stato ancora identificato come causa diretta di DOP. I ricercatori che esaminano in particolare i fattori eziologici legati al DOP sono limitati. La letteratura spesso esamina i fattori di rischio comuni legati a tutti i comportamenti dirompenti, piuttosto che specificamente sul DOP. Anche i sintomi del DOP sono spesso ritenuti gli stessi del disturbo della condotta anche se i disturbi hanno i loro rispettivi set di sintomi. Quando si esaminano comportamenti dirompenti come il DOP, la ricerca ha dimostrato che le cause dei comportamenti sono multifattoriali. Tuttavia, i comportamenti di disturbo sono stati identificati come dovuti principalmente a fattori biologici o ambientali.

### Influenze genetiche
La ricerca indica che i genitori trasmettono ai figli una tendenza a esternalizzare disturbi che possono manifestarsi in più modi, come disattenzione, iperattività o problemi di comportamento e di opposizione. La ricerca ha anche dimostrato che esiste una sovrapposizione genetica tra DOP e altri disturbi esternalizzanti. L'ereditabilità può variare in base all'età, all'età di esordio e ad altri fattori. Studi sull'adozione e sui gemelli indicano che il 50% o più della varianza che causa un comportamento antisociale è attribuibile all'ereditarietà sia per i maschi che per le femmine. Il DOP tende anche a verificarsi in famiglie con una storia di disturbi da uso di sostanze o disturbi dell'umore, suggerendo che una vulnerabilità allo sviluppo del DOP può essere influenzata dalla genetica. Un temperamento intenso, l'impulsività e la tendenza a cercare molte ricompense possono anche aumentare il rischio di sviluppare il DOP. Nuovi studi sulle varianti geniche hanno anche identificato possibili interazioni gene-ambiente, in particolare nello sviluppo di problemi di condotta. Una variante del gene che codifica per il neurotrasmettitore che metabolizza l'enzima monoammina ossidasi-A (MAOA), che si riferisce ai sistemi neurali coinvolti nell'aggressività, gioca un ruolo chiave nella regolazione del comportamento a seguito di eventi minacciosi e ostili. Gli studi di imaging cerebrale mostrano modelli di eccitazione nelle aree del cervello che sono associate all'aggressività in risposta a stimoli che provocano emozioni.

### Fattori prenatali e complicazioni alla nascita
Molti problemi nella gravidanza e nel parto sono legati allo sviluppo di problemi di condotta. La malnutrizione, in particolare la carenza di proteine, l'avvelenamento da piombo o l'esposizione al piombo e l'uso da parte della madre di alcol o altre sostanze durante la gravidanza possono aumentare il rischio di sviluppare un DOP. In numerose ricerche, l'abuso di sostanze prima della nascita è stato anche associato allo sviluppo di comportamenti dirompenti come il DOP. Sebbene i fattori prenatali e perinatali siano correlati con il DOP, manca una forte evidenza di causalità biologica diretta.

### Fattori neurobiologici
Deficit e lesioni in determinate aree del cervello possono portare a gravi problemi comportamentali nei bambini. Studi di imaging cerebrale hanno suggerito che i bambini con DOP potrebbero avere discrete differenze nella parte del cervello responsabile del ragionamento, del giudizio e del controllo degli impulsi. Si ritiene che i bambini con DOP abbiano un sistema di attivazione comportamentale iperattivo e un sistema di inibizione comportamentale ipoattivo. Il sistema di attivazione stimola il comportamento in risposta a segnali di ricompensa o non punizione. Il sistema di inibizione produce ansia e inibisce il comportamento in corso in presenza di nuovi eventi, stimoli innati di paura e segnali di non ricompensa o punizione. Studi di neuroimaging hanno anche identificato anomalie cerebrali strutturali e funzionali in diverse regioni del cervello in giovani con disturbi della condotta. Queste regioni del cervello sono l'amigdala, la corteccia prefrontale, il cingolato anteriore e l'insula, nonché le regioni interconnesse.

### Fattori socio-cognitivi
Ben il 40% dei ragazzi e il 25% delle ragazze con problemi di condotta persistenti mostrano notevoli deficit socio-cognitivi. Alcuni di questi deficit includono forme di pensiero immature (come il centrismo dell'Io), incapacità di usare mediatori verbali per regolare il proprio comportamento e distorsioni cognitive, come l'interpretazione di un evento neutro come un atto ostile intenzionale. I bambini con DOP hanno difficoltà a controllare le proprie emozioni o comportamenti. In effetti, gli studenti con DOP hanno una conoscenza sociale più limitata che si basa maggiormente sulle esperienze individuali, che determina il modo in cui elaborano le informazioni e risolvono i problemi cognitivamente. Queste informazioni possono essere collegate al modello di elaborazione delle informazioni sociali che descrive il modo in cui i bambini elaborano le informazioni per rispondere in modo appropriato o inappropriato nei contesti sociali. Questo modello spiega che i bambini passerebbero attraverso cinque fasi prima di mostrare comportamenti: codifica, rappresentazioni mentali, accesso alla risposta, valutazione ed enactment. Tuttavia, i bambini con DOP possono avere processi cognitivi compromessi. Ciò avrà quindi un impatto negativo diretto sulle loro interazioni e relazioni. È stato dimostrato che le difficoltà sociali e cognitive si traducono in relazioni con i pari negative, perdita di amicizie e interruzione dell'impegno sociale nelle attività. I bambini imparano attraverso l'apprendimento osservativo e l'apprendimento sociale. Pertanto, le osservazioni dei modelli hanno un impatto diretto e influenzano notevolmente i comportamenti dei bambini e i loro processi decisionali. I bambini spesso imparano attraverso il modellamento del comportamento. Il modellamento (modeling) può agire come un potente strumento per modificare la cognizione e i comportamenti dei bambini.

### Fattori ambientali
Le pratiche genitoriali coercitive e rigide e il conflitto genitore-figlio possono portare a comportamenti antisociali, favorendo l'insorgenza di comportamenti oppositivi e aggressivi dei bambini. Fattori come una storia familiare di malattie mentali e/o abuso di sostanze, nonché una famiglia disfunzionale, contesti culturali sfavorevoli e una gestione incoerente della disciplina da parte di un genitore o tutore possono portare allo sviluppo di disturbi del comportamento. È stato dimostrato che le pratiche genitoriali che non forniscono un adattamento adeguato o appropriato alle situazioni, ma invece forniscono un elevato rapporto di eventi conflittuali all'interno di una famiglia, sono fattori causali di rischio per lo sviluppo di risposte "iperattive" quali il DOP.
Anche un modello di attaccamento insicuro e disorganizzato tra genitore-figlio può contribuire all'insorgenza di un DOP. Spesso esiste una scarsa interiorizzazione degli standard dei genitori e della società nei bambini con problemi di condotta. Questi legami deboli con i genitori possono portare i bambini ad associarsi alla delinquenza e all'abuso di sostanze. Anche l'instabilità familiare e lo stress possono contribuire allo sviluppo del DOP. Sebbene l'associazione tra fattori familiari e problemi di condotta sia ben stabilita, la natura di questa associazione e il possibile ruolo causale dei fattori familiari continua a essere dibattuta.
In una serie di studi, il basso stato socioeconomico è stato anche associato a comportamenti dirompenti come il DOP.
Altri fattori sociali come l'incuria, l'abuso, la mancanza di coinvolgimento o di supervisione da parte dei genitori possono contribuire al DOP.
I problemi di esternalizzazione sono segnalati per essere più frequenti tra i giovani facenti parte di minoranze, una scoperta che è probabilmente correlata a difficoltà economiche, opportunità di lavoro limitate e vita in quartieri urbani ad alto rischio. Gli studi hanno anche scoperto che l'esposizione alla violenza è stato anche un fattore contribuente il verificarsi di comportamenti esternalizzanti.

## Diagnosi
Affinché un bambino o un adolescente possa qualificarsi per una diagnosi di DOP, i comportamenti devono causare un notevole disagio alla famiglia o interferire in modo significativo con il funzionamento scolastico o sociale. L'interferenza potrebbe manifestarsi come difficoltà di apprendimento a scuola, impedimento nel fare amicizie, o metterlo in situazioni dannose. Questi comportamenti devono anche persistere per almeno sei mesi. Ricerche recenti suggeriscono che il DOP possa essere diagnosticato, ma è spesso espressione di condizioni del neurosviluppo quali Autismo, ADHD, SPS non riconosciute, per cui la validità del DOP come categoria diagnostica autonoma è ancora oggetto di studio. Possono esserci in comorbilità altri adattamenti neurobiologici cronici quali depressione e/o disturbi da uso di sostanze., molto dipende dall'entità dei traumi e eventuali abusi psichici o fisici subiti.

## Terapia
Gli approcci al trattamento del DOP includono il parent training, la psicoterapia individuale, la terapia familiare, la terapia cognitivo comportamentale e il training sulle abilità sociali. Secondo l'American Academy of Child and Adolescent Psychiatry, i trattamenti per il DOP sono personalizzati in modo specifico per il singolo bambino e diverse tecniche di trattamento vengono applicate per i bambini in età prescolare e gli adolescenti.

### Trattamento psicofarmacologico
Il trattamento psicofarmacologico è l'uso di farmaci prescritti nella gestione del disturbo oppositivo provocatorio. I farmaci prescritti per controllare il DOP comprendono stabilizzatori dell'umore, antipsicotici e stimolanti. In due studi randomizzati controllati, è stato riscontrato che tra il litio somministrato e il gruppo placebo, la somministrazione di litio riduceva l'aggressività nei bambini con disturbo della condotta in modo sicuro. Tuttavia, un terzo studio ha trovato il trattamento del litio per un periodo di due settimane non valido. Altri farmaci osservati negli studi includono aloperidolo, tioridazina e metilfenidato.
L'efficacia del trattamento farmacologico e farmacologico non è ben stabilita. Gli effetti che possono provocare l'assunzione di questi farmaci includono ipotensione, sintomi extrapiramidali, discinesia tardiva, obesità, aumento di peso e altri problemi metabolici. Il trattamento psicofarmacologico si rivela più efficace se associato a un altro piano di trattamento, come un intervento individuale o un intervento multimodale.
In un caso, a un ragazzo di 16 anni (cisgender) sono stati somministrati estrogeni in un carcere minorile di Los Angeles a causa di un presunto DOP a causa di livelli di testosterone piuttosto elevati, e ciò ha comportato lo sviluppo di ginecomastia e il conseguente intervento chirurgico di riduzione del seno.

### Interventi individualizzati
Gli interventi individuali sono focalizzati su piani molto individualizzati e specifici per il bambino e meno sul contesto ostile. Questi interventi seguono il modello Occidentalista e includono controllo della rabbia/ inoculazione dello stress, formazione sull'assertività e programma di formazione per la risoluzione dei problemi incentrato sul bambino e capacità di auto-monitoraggio.
Il controllo della rabbia e l'inoculo dello stress aiutano a preparare il bambino a possibili situazioni o eventi sconvolgenti che possono causare rabbia e stress.
L'addestramento all'assertività educa le persone a mantenere l'equilibrio tra passività e aggressività. Si tratta di creare una risposta controllata ed equa rispetto agli standard sociali.
Il programma di formazione sulle capacità di problem solving incentrato sul bambino mira a insegnare al bambino nuove abilità e processi cognitivi che insegnano come affrontare pensieri, sentimenti e azioni negativi.

### Terapia parentale e familiare
Secondo studi randomizzati, l'evidenza mostra che la formazione dei genitori è molto più efficace. Ha forti influenze per un periodo di tempo più lungo e in vari contesti.
La formazione sull'interazione genitore-figlio ha lo scopo di istruire i genitori e allo stesso tempo coinvolge il bambino. Questa formazione ha due fasi. La prima fase è l'interazione diretta dal bambino, in cui ci si concentra sull'insegnamento al bambino di abilità di gioco non direttivo. La seconda fase è l'interazione diretta dal genitore, in cui i genitori vengono istruiti su aspetti tra cui istruzioni chiare, elogi per la conformità e "scadenze" per la non conformità alle regole. La formazione sull'interazione genitore-figlio è più adatta per i bambini in età da scuola primaria.
Il trattamento dei genitori e della famiglia ha un basso costo finanziario, il che può produrre un aumento massiccio dei risultati benefici.

### Intervento multimodale
L'intervento multimodale è un trattamento efficace che guarda a diversi livelli tra cui famiglia, coetanei, scuola e vicinato. È un intervento che si concentra su più fattori di rischio, valutando il contesto culturale più attentamente. L'attenzione si concentra sulla formazione dei genitori, sulle abilità sociali in classe e sul programma di comportamento del "parco giochi". L'intervento è intensivo e affronta gli ostacoli al miglioramento degli individui, come l'abuso di sostanze da parte dei genitori o il conflitto coniugale tra i genitori.
Un impedimento al trattamento include la natura del disturbo stesso, per cui il trattamento spesso non viene seguito, non viene continuato o viene interrotto per periodi di tempo adeguati.

## Comorbilità
Il disturbo oppositivo provocatorio può essere descritto come un termine con una varietà di percorsi per quanto riguarda la comorbilità. Una grande importanza deve essere data alla rappresentazione del DOP come un disturbo psichiatrico distinto e indipendente dal disturbo della condotta.
Nel contesto del disturbo oppositivo provocatorio e della comorbilità con altri disturbi, i ricercatori spesso giungono alla conclusione che si verifica in concomitanza con un disturbi d'ansia, disturbi emotivi e disturbi dell'umore. Questi disturbi dell'umore possono essere collegati alla depressione maggiore o al disturbo bipolare. Le conseguenze indirette del DOP possono anche essere correlate o associate a un disturbo mentale successivo. Ad esempio, il disturbo della condotta viene spesso studiato in relazione al DOP. Una forte comorbilità può essere osservata all'interno di questi due disturbi, ma si può vedere una connessione ancora più alta con condizioni di neurodiversità quali l'ADHD, l'Autismo o l'Alta Sensibilità(PAS) in relazione al DOP. Ad esempio, i bambini o gli adolescenti neurodivergenti ADHD che hanno un DOP coesistente come risposta a traumi e neglect, saranno solitamente più reattivi e aggressivi, legato a stress prolungato e avranno più sintomi comportamentali di DOP come urla e pianti da sovraccarico emotivo, difese da controllo di fronte a richieste ripetute o punizioni e quindi, i sintomi impediranno loro di avere una vita scolastica di successo, e non solo.
Altre condizioni che possono essere previste nei bambini o nelle persone con DOP sono altre condizioni del neurosviluppo come i disturbi dell'apprendimento in cui la persona, in ambiente non adattato congruamente alle sue esigenze, potrà riscontrare difficoltà significative in campo scolastico e disturbi del linguaggio in cui si possono osservare problemi legati alla produzione e/o comprensione del linguaggio.